# Andreas Nicolai Rystadius
Andreas Nicolai Rystadius, död 12 maj 1652 i Mjölby socken, var en svensk präst i Mjölby församling.

## Biografi
Andreas Nicolai Rystadius prästvigdes 1 juli 1627 och blev krigspräst. Han blev 17 juli 1644 kyrkoherde i Mjölby församling och var respondens vid prästmötet 1647. Rystadius avled 12 maj 1652 i Mjölby socken.
Rystadius var gift med Märeta Oludsdotter. Efter Rystadius död gifte hon om sig 1653 med rektorn Canutus Laurentii Beckius i Söderköping.